# Panteldakis-tegengambiet
Het Panteldakis-tegengambiet is een variant van de schaakopening koningsgambiet. Het is ingedeeld in de open spelen.
Dit tegengambiet ontstaat na de zetten 1.e4 e5 2.f4 f5, en het is een van de oudst bekende tegengambieten in het koningsgambiet; Gioachino Greco met zwart speelde het tegen een anonymus in 1625. Het gambiet geldt tegenwoordig als ongunstig voor zwart, omdat na 3. ef5 wit dreigt met 4. Dh5+. 
De opening valt onder ECO-code C30, het koningsgambiet.